# 徳光のTVコロンブス
『徳光のTVコロンブス』（とくみつのテレビコロンブス）は、1990年4月7日から1995年3月25日までテレビ東京系列局で放送されていたテレビ東京製作の情報番組である。放送時間は毎週土曜 21:00 - 21:54 （日本標準時）。

## 概要
関口宏が司会を務めていた前番組『テレビあッとランダム』のリニューアル版で、本番組では関口にとっては立教大学の先輩にあたる徳光和夫が司会を務めていた。徳光にとっては、TBSの『クイズダービー』（本番組より1週遅れて4月14日に2代目司会に就任）共々日本テレビ以外での最初の仕事であり、無論テレビ東京系列での初のレギュラー番組でもある。司会者は変わったが、放送内容は『テレビあッとランダム』の「街」のコンセプトを基本的には引き継ぎ（これが次番組『出没!アド街ック天国』にも引き継がれる）、番組セットも前番組からテイストを引き継ぎ新たなものを使用した。また、同時ネット局においては生放送というスタイルも変わらなかった（稀に録画放送の回もあった）。
『テレビあッとランダム』の人気企画だった「集団じゃんけん」も引き続き行っていたが、後期には徳光が出す3つの3択問題にパネラーが解答する「徳みっつクイズ」に変更。このクイズで3連続で正答したパネラーにはプレゼントを贈っていた。コーナータイトルの意味は、徳光曰く「問題3つでみっつ徳をする（得との語呂合わせと思われる）。題して徳みっつクイズ」。
エンディングでは、テレビ東京系列局と中継で結んで表彰状を渡す企画を行っていた。
番組終了時の提供クレジットは、筆頭スポンサーである日産自動車を表示するときにはカラー表記、1991年頃にメイン・キャッチフレーズに変えてからは白をバックにした物になり、それ以外のスポンサーを表示するときにはブルーバックになっていた。
番組は5年間続いた後1995年3月に終了。次番組の『出没!アド街ック天国』は収録番組であるため、10年半続いた土曜21時台の生放送番組も廃止された。なお、本番組の企画自体は翌4月から月曜日のゴールデンタイムに移してタイトルも『徳光和夫の情報スピリッツ』と改めて継承される事になった。同番組も同時ネット局では生放送であり、系列外への番販ネット（ただし放送する局は『TVコロンブス』と異なる地域もあった）も引き続き行われていた。

## 出演者

### 司会
- 徳光和夫
- 宇田川綾子 - 後期にアシスタントとしてレギュラー出演していた。

### パネラー
- 長野智子
- ゆうゆ
- 城戸真亜子
- 大場久美子
- 角盈男
- 岡田眞澄
- 堀内孝雄
- 坂上二郎
- 蔵間
- ルー大柴 ほか

- また、徳光は大の巨人ファンでもあり、巨人現役時代の松井秀喜もパネラー席に座ったこともあった。
- 蔵間が亡くなった週の回では、蔵間さんが出演していた回のVTRと蔵間と同じ事務所に所属していたルー大柴がゲストだったこともあり、蔵間さんの思い出話を話した。

## エンディングテーマ
- Alone（南こうせつ）
- もう一度抱きしめて（スターダストレビュー）
- モナリザより美しく（杉田二郎）
- 激愛（KAI FIVE）
- しあわせの涙（谷村有美）
- 思い立ったが吉日（Jeane）
- Ride On（小比類巻かほる）
- あずさ2号[2]（狩人）
- ワイルドに行こう！（白井貴子）

## ネット局

### 同時ネット局
- テレビ東京
- テレビ北海道
- テレビ愛知
- テレビ大阪
- テレビせとうち
- TXN九州 - 1991年4月の開局直後から放送。
- 岐阜放送
- びわ湖放送
- テレビ和歌山

当番組に限ったことではないが、岐阜放送・びわ湖放送・テレビ和歌山では、スポンサーを差し替えて放送していた（提供クレジットも、それぞれの局で自社送出）。

### 遅れネット局
- 青森放送 - 1991年10月から1992年3月まで放送。後継番組の『出没!アド街ック天国』は青森テレビで放送されている。
- 東北放送
- 秋田テレビ
- 福島中央テレビ
- 北日本放送 - 1990年10月1日時点で月曜 11:55 - 翌10月2日0:50にて放送[3]。後継番組の『出没!アド街ック天国』はチューリップテレビ→富山テレビで放送。
- 北陸放送 - 1990年5月20日時点で日曜 1:22 - 2:09にて放送[4]。
- 長野放送
- テレビ静岡
- 中国放送
- 高知放送 → テレビ高知
- 福岡放送 - TXN九州開局前の1991年3月まで放送。
- 長崎放送
- テレビ熊本
- 鹿児島放送

## 備考
- 当時『24時間テレビ』の総合司会を務めていた徳光は、同特番の放送日と重なった日でもメイン会場の日本武道館を抜けて本番組に出演していた。
- 1991年6月には、番組冒頭で当時活発に火山活動していた普賢岳からの生レポートが放送された。遅れネット局での措置は不明。
- エンディング間近に、日産グループ各社を紹介するCMを放送。そのうち一つは、「あッとランダム」末期から放送されていた「世界の恋人」のインストゥルメンタルバージョンをBGMに、ケニー・シャーフが作画し、アメリカ・ロサンゼルスで撮影されたメリーゴーランドの映像のCMが放送されていた。